# 巴以巴拉防線

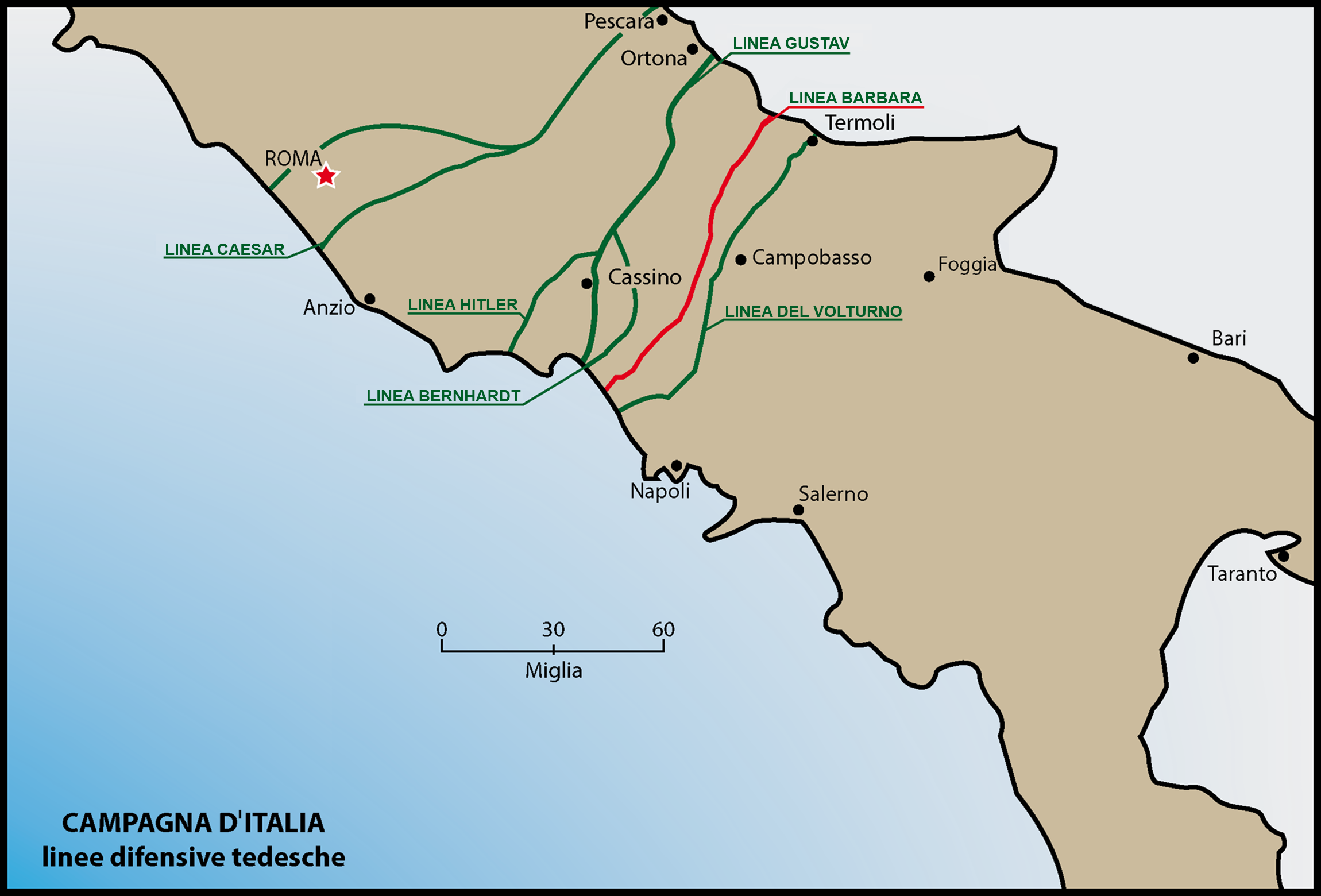
巴以巴拉防線

巴以巴拉防線是第二次世界大戰中德軍在義大利所建立的一系列防禦工事，它在古斯塔夫防線以南10到20英哩及在沃土諾防線以北相同距離，接近東海岸地區，它穿越特里尼奧河，防線上滿佈有防禦工事的山頭據點。

## 西面突破（美軍戰線）
在美國第5軍團突破沃土諾防線後，德軍在義大利的總司令阿爾貝特·凱塞林在1943年10月12日命令部隊撤到巴以巴拉防線。
11月初，在亞平寧山脈近第勒尼安海一段的巴以巴拉防線被第5軍團突破，德軍因而撤向伯恩哈特防線。

## 東面突破（英軍戰線）
在亞得里亞海前線的英國第8軍團在10月6日已突破沃土諾防線，但是，他們需要在特里尼奧河前停止前進以進行重組及重新建立由120英哩外的巴里及170英哩外的塔蘭托到前線的補給路線，因道路情況惡劣。
因此，直至11月2日英軍才渡過特里尼奧河，英國第5軍在前線右邊海岸而英國第13軍在左邊進攻，在第5軍方面，英軍第78步兵師沿海岸公路推進而英印第8步兵師在內陸10英哩處進攻，戰況極其激烈，但在11月3日，第78步兵師到達在特里尼奧河以北3英哩的聖薩爾沃，此時，德軍第16裝甲師師長魯道夫·西肯紐斯少將命令部隊撤向桑格羅河，亦即是伯恩哈特防線，這裹他們可觀察到盟軍的每一次進攻，盟軍在11月9日到達桑格羅河。